# پیتر جفری
پیتر جفری (انگلیسی: Peter Jeffrey؛ ‏ ۱۸ آوریل ۱۹۲۹ – ۲۵ دسامبر ۱۹۹۹) یک هنرپیشه اهل بریتانیا بود. 
از فیلم‌ها یا برنامه‌های تلویزیونی که وی در آن نقش داشته است، می‌توان به قطار سریع‌السیر نیمه‌شب، بازگشت پلنگ صورتی، یک هزار روز از آن، ماجراهای بارون مایچوزن، سوارکاران، فروید، هلیم، دادگاه جزا و ای مرد خوش‌شانس! اشاره کرد.